# Anand Amritraj
Anand Amritraj (nacido el 20 de marzo de 1951) es un extenista y empresario indio.

## Carrera
Anand Amritraj y sus hermanos menores, Vijay y Ashok, estuvieron entre los primeros indios en jugar en el tenis internacional de alto nivel. En 1976, Anand y Vijay fueron semifinalistas en los dobles masculinos de Wimbledon. Anand formó parte del equipo indio de la Copa Davis de 1974, que avanzó a la final del torneo y luego perdió el campeonato ante Sudáfrica cuando el gobierno de la India decidió boicotear el partido en protesta por las políticas del apartheid de Sudáfrica, y nuevamente llegó a la final en 1987 contra Suecia.
Su hijo Stephen Amritraj también es un exjugador de tenis profesional estadounidense que representó a la India. Estudió en Don Bosco y se graduó en el Loyola College de Madrás.
Vijay y Anand Amritraj calientan en la final de dobles por invitación de Wimbledon Sr 2000 en la pista central
Su nuera Alison Riske también es una jugadora top 50 en el WTA Tour